# Sarasota
Sarasota település az Amerikai Egyesült Államok Florida államában, Sarasota megyében, melynek megyeszékhelye is. Lakosainak száma 54 842 fő (2020. április 1.).

## Népesség
A település népességének változása:
| Lakosok száma | 51 917 | 53 326 | 54 842 |
|               | 2010   | 2013   | 2020   |